# Le Temple-de-Bretagne
Le Temple-de-Bretagne település Franciaországban, Loire-Atlantique megyében. Lakosainak száma 2005 fő (2022. január 1.). Le Temple-de-Bretagne Cordemais, Fay-de-Bretagne, Malville és Vigneux-de-Bretagne községekkel határos.

## Népesség
A település népességének változása:
| Lakosok száma | 391  | 1009 | 1420 | 1768 | 1873 | 1889 | 1967 | 2028 | 2032 | 2005 |
|               | 1968 | 1982 | 1990 | 2006 | 2013 | 2015 | 2017 | 2019 | 2020 | 2022 |